# Mật cật Nam Bộ
Mật cật Nam Bộ hay mật cật lào, cây lụi (danh pháp: Rhapis cochinchinensis) là loài thực vật có hoa thuộc họ Arecaceae. Loài này được (Lour.) Mart. mô tả khoa học đầu tiên năm 1838.